# Гончаренко, Евгений Геннадьевич
Евгений Геннадьевич Гончаренко (род. 25 октября 1984, Кривой Рог, Днепропетровская область) — украинский футболист, полузащитник.

## Игровая карьера
Воспитанник ДЮСШ «Кривбасс» (Кривой Рог). Первые тренеры — Владимир Николаевич Удод и Юрий Степанович Устинов.
В высшей лиге чемпионата Украины сыграл 5 матчей в составе «Кривбасса». Первый матч — 17 мая 2003 года против запорожского «Металлурга». Евгений вышел в стартовом составе, но на 52 минуте был заменён на Дениса Андриенко.
В первой и второй лигах чемпионата Украины играл в командах «Динамо-2», «Динамо-3» (обе — Киев), «Кривбасс-2», «Горняк» (обе — Кривой Рог), «Арсенал» (Харьков), «Николаев», «Волынь» (Луцк), «Александрия» и «Полтава».